# 剑叶石韦
剑叶石韦（学名：Pyrrosia ensata）为水龙骨科石韦属下的一个种。

## 扩展阅读
- 維基物種上的相關：剑叶石韦